# اگرافینوکا
اگرافینوکا (به لاتین: Agrafinówka) یک منطقهٔ مسکونی در لهستان است که در Gmina Filipów واقع شده‌است.

## خصوصیات
اگرافینوکا ۸۰ نفر جمعیت دارد.